# Carlota de Wurtemberg
La princesa Carlota de Württemberg (Stuttgart (Baden-Württemberg,), 9 de gener de 1807 - Idem, 2 de febrer [OS 21 de gener de 1873), més tard coneguda com a gran duquessa Elena Pavlovna, era l'esposa del gran duc Miquel Pavlovich de Rússia, el fill petit de l'emperador Pau I de Rússia i de la duquessa Sofia de Württemberg (tsarina de Rússia).

## Joventut
Va néixer a Stuttgart, com a princesa Carlota de Württemberg, filla gran del príncep Pau de Württemberg i de la princesa Carlota de Saxònia-Hildburghausen. De petita, Charlotte va viure a París amb el seu pare i la seva germana petita Pauline. La seva casa era bastant modesta segons els estàndards reials. A París, Charlotte va passar sota la tutela de diversos intel·lectuals.

## Matrimoni i descendència
El 1822, es va comprometre amb el gran duc Miquel de Rússia, el seu cosí germà un cop remogut (la mare de Mikhail era la tia del seu pare). Es deia que Charlotte era una noia excepcional, molt intel·ligent i madura per als seus 15 anys. Òbviament, el Gran Duc va quedar impressionat per la seva bellesa i el seu equilibri, i durant una recepció celebrada en el seu honor, va encantar a tots els convidats amb les seves converses. El 17 de desembre de 1823, va ser rebuda a l'Església Ortodoxa Russa i se li va donar el nom d'Elena Pavlovna. El 20 de febrer de 1824, la parella es va casar a Sant Petersburg i es va instal·lar al palau Mikhailovski. Quan l'emperadriu vídua Maria Feodorovna va morir el 1828, el palau de Pavlovsk va passar a mans del gran duc Miquel i ell i Elena el van visitar sovint. El seu matrimoni no va ser feliç: l'única passió del duc Miquel era per l'exèrcit, i va descuidar Elena. No obstant això, ell i Elena van tenir cinc filles, només dues de les quals van viure fins a l'edat adulta:
- Gran Duquessa Maria Mikhailovna de Rússia (9 de març de 1825, Moscou - 19 de novembre de 1846, Viena); va morir soltera.
- Gran Duquessa Elisabet Mikhailovna de Rússia (26 de maig de 1826, Moscou - 28 de gener de 1845, Wiesbaden); es va casar amb Adolf gran duc de Luxemburg i duc de Nassau, va morir de part.
- Gran duquessa Caterina Mikhailovna de Rússia (28 d'agost de 1827 - 12 de maig de 1894), es va casar amb el duc Georg August de Mecklenburg-Strelitz
- Gran duquessa Alexandra Mikhailovna de Rússia (28 de gener de 1831, Moscou - 27 de març de 1832, Moscou), va morir en la infància
- La gran duquessa Anna Mikhailovna de Rússia (27 d'octubre de 1834, Moscou - 22 de març de 1836, Sant Petersburg), va morir en la infància

## Influència a la cort i a la societat
Elena es va convertir en una amiga íntima del seu cunyat, l'emperador Alexandre I de Rússia i de la seva dona, l'emperadriu Isabel Alexeievna. També es va fer amiga de la tímida Maria Alexandrovna, que es va casar amb l'aleshores tsarèvitx Alexander el 1841. Quan el marit de la princesa Carlota va morir, el 1849, es va convertir en mecenes de diverses organitzacions benèfiques i de les arts. Va fundar el Conservatori de Sant Petersburg i va cofundar (1854) un grup de germanes infermeres ("Society of the Sisters of Marcy") que finalment es convertirien en els precursors de la Creu Roja a Rússia. Durant el seu temps a Rússia es va fer coneguda com la "intel·lectual de la família" i va ser considerada per alguns com la dona més excepcional de la família imperial des de Caterina la Gran (1762–1796). Va fundar la Societat Musical Russa (1859) i el Conservatori Rus (1862), i va ser liberal en la servitud. Va ajudar a empènyer al seu nebot Alexandre II a abolir la servitud mentre ell es quedava amb ella.
Elena Pavlovna, va morir a Sant Petersburg, als 66 anys.